# 나바 마우
나바 마우(Nava Mau, 1992년 5월 14일 ~ )는 멕시코의 배우이며, 트랜스여성이다.